# سكين المعجون
سكين المعجون يسمى في الكثير من البلاد العربية «المجرود» وهو أداة متخصصة تستخدم عند تزجيج نوافذ ذات ألواح زجاجية واحدة، أثناء العمل للتشطيب الأخير بعد تركيب النوافذ. ومن شأن ذوي الخبرة التعامل مع السكين بكل سهولة في طلي المعجون.